# مصر في الألعاب الأولمبية الصيفية 1984
نافست مصر في دورة الألعاب الأولمبية الصيفية 1984 في لوس أنجلس بالولايات المتحدة، بوفد رياضي من 114 مشارك في 15 رياضة مختلفة.

## الميداليات
حصل محمد رشوان على الميدالية الفضية في رياضة الجودو